# Zenaidadue

Zenaidadue (latin: Zenaida aurita) er en due, der lever i Caribien. Zenaidaduen er nationalfuglen i Anguilla.